# Comando da Área Nordeste da RAAF
O Comando da Área Nordeste foi um de vários comandos geográficos criados pela Real Força Aérea Australiana durante a Segunda Guerra Mundial. Durante a maior parte da sua existência, cobriu a parte central e norte de Queensland e a Papua Nova Guiné. Foi formada em Janeiro de 1942 a partir da parte oriental do antigo Comando da Área do Norte, que cobria a totalidade do norte da Austrália e a Papua Nova Guiné. Com quartel-general em Townsville, em Queensland, este comando era responsável pela defesa aérea, reconhecimento aéreo e protecção as orlas costeiras dentro da sua área. As aeronaves sob o seu controlo participaram nas batalhas de Rabaul, Port Moresby e Baía Milne em 1942, e no desembarque em Hollandia e Aitape em 1944.
O comando continuou a operar depois do cessar das hostilidades, mesmo com os seus efectivos e equipamentos muito diminuídos. As suas responsabilidades passaram, em Fevereiro de 1954, para os novos comandos funcionais da RAAF: o Home Command (operacional), o Comando de Treino e o Comando de Manutenção. O quartel-general do comando foi dissolvido em Dezembro de 1956 e reformado como o quartel-general da Base aérea de Townsville.

## História

### Segunda Guerra Mundial

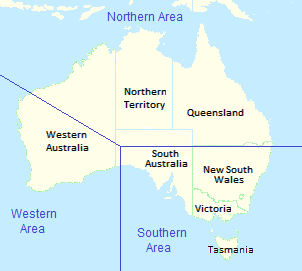
Comandos de Área da RAAF em Dezembro de 1941

O Comando da Área Nordeste foi formado em Townsville, Queensland, no dia 15 de Janeiro de 1942, assumindo a porção leste do comando anterior, o Comando da Área do Norte. O Comando da Área do Norte havia sido estabelecido no dia 8 de Maio de 1941 como um dos vários comandos geográficos criados pela Real Força Aérea Australiana, e cobria a parte norte de Nova Gales do Sul, Queensland, o Território do Norte e Papua. A missão dos comandos era a de realizar a defesa aérea na sua área de responsabilidade, para além de ter que proteger a orla costeira e realizar reconhecimento aéreo. Cada comando era comandado por um Air Officer Commanding (AOC) responsável pela administração e pela operações das bases aéreas e das unidades dentro das fronteiras da sua área.
O despoletar da Guerra do Pacífico em Dezembro de 1941 foi o catalisador para que o Comando da Área do Norte fosse dividido, passando a existir o Comando da Área Noroeste e o Comando da Área Nordeste, sendo que cada um deles ficaria responsável por se defender de ameaças diferentes, no norte da Austrália e na Nova Guiné, respectivamente. O Comodoro do Ar Frank Lukis, anteriormente comandante do Comando da Área do Norte, tornou-se no primeiro comandante do Comando da Área Nordeste, tomando a responsabilidade pelas operações aéreas da RAAF contra as forças japonesas na Nova Guiné, Nova Bretanha e nas ilhas circundantes. O seu quartel-general contava com 284 efectivos.
No dia 20 de Janeiro de 1942, uma força de 100 aeronaves japonesas atacaram Rabaul, destruindo ou danificando seriamente seis aviões CAC Wirraway e matando ou ferindo cerca de 11 tripulantes do Esquadrão N.º 24, então sob a liderança do Comandante de asa John Lerew. No dia seguinte, o quartel-general do Comando da Área Nordeste emitiu um comunicado a Lerew ordenando-o a manter o seu aeródromo aberto, comunicado ao qual Lerew, com apenas dois aviões Wirraway ainda operacionais, respondeu usando uma frase lendária usada pelos gladiadores para honrar o Imperador: "Morituri vos salutamus" ("Nós que vamos morrer saudamos-te"). Ignorando uma mensagem posterior do quartel-general para abandonar o seu esquadrão e escapar num bombardeiro Lockheed Hudson, no dia 22 de Janeiro Lerew deu início à evacuação dos seus subordinados para Port Moresby, na Nova Guiné.

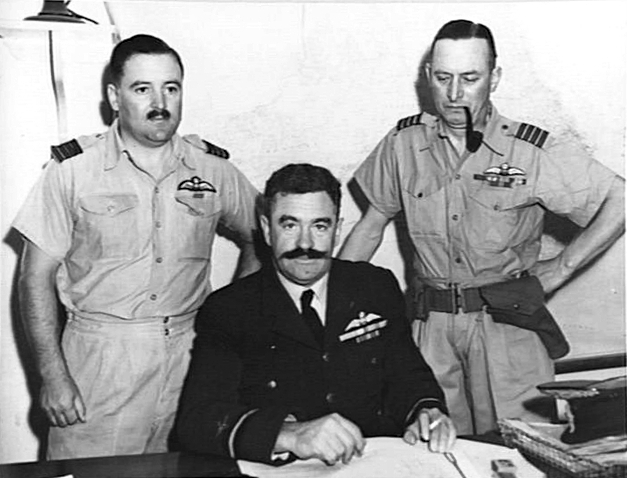
Comodoro do ar Lukis (centro), com o Capitão de grupo Garing (esquerda), a entregar o comando do Comando da Área Nordeste ao Capitão de grupo Cobby em Agosto de 1942

O Esquadrão N.º 33, operando com aviões Short Empire que haviam pertencido à Qantas, e também operando outros aviões de transporte mais pequenos, foi criado no Comando da Área Nordeste no dia 19 de Fevereiro de 1942. No início deste mês, Lukis alertou o alto-comando para o baixo nível de preparação e moral das tropas do Exército Australiano em Port Moresby, devido à falta de defesa antiaérea e pelo aparente desinteresse da classe política relativamente a estes militares. No dia 25 de Fevereiro, os quarteis-general dos sectores de caças três e quatro foram estabelecidos para coordenar as operações de combate aéreo; eles ficaram estacionados em Townsvill e Port Moresby, respectivamente. A Ilha Horn, no estreito de Torres, foi atacada pelos japoneses a 14 de Março. Três dias depois dezassete aviões P-40 Kityhawk do Esquadrão N.º 75, recentemente formado em Townsville, foram enviados para Port Moresby. Comandado pelo Líder de esquadrão John Jackson, o esquadrão sofreu pesadas baixas na batalha que se seguiu à sua chegada no destino. A determinada altura, o quartel-general do Comando da Área Nordeste deu permissão a Jackson para retirar as suas forças do local, mas Jackson recusou, e o esquadrão continuou a combater e conseguiu abater trinta e cinco aviões japoneses no ar e no solo, assegurando Port Moresby até ser substituído pelos esquadrões 35 e 36 das Forças Aéreas do Exército dos Estados Unidos (USAAF), que operavam aviões P-39 Airacobra.
No início de 1942, várias formações de bombardeiros norte-americanos operaram sob o controlo do Comando da Área Nordeste, incluindo os A-24 Banshees do Esquadrão de Bombardeamento N.º 8 a partir de Port Moresby, e bombardeiros B-17 Flying Fortress do Esquadrão de Bombardeamento N.º 435 (inicialmente conhecido por "Esquadrão Canguru") a partir de Townsville. No dia 20 de Abril, a autoridade operacional de todas as infraestruturas de combate da RAAF, incluindo os comandos, foi investida no recém-estabelecido Quartel-general das Forças Aéreas Aliadas, sob o comando da Área do Sudoeste do Pacífico. Um resultado desta reestruturação foi a inclusão de pessoal da USAAF nos quartéis-generais dos comandos da RAAF. De acordo com a história oficial da RAAF, embora isto tenha sido "mais um gesto diplomático do que um método prático de organização bélica", criou as condições necessárias para que os militares de ambas as forças aéreas se pudessem acostumar uns aos outros e "no Comando da Área Nordeste, por exemplo, a atmosfera era alegre e o pessoal extremamente cooperativo uns com os outros". Depois da Batalha do Mar de Coral em Maio, as unidades da RAAF deixaram de operar sob o comando da RAAF no Comando da Área Nordeste e passaram a ser comandadas directamente por comandantes seniores norte-americanos a partir do quartel-general das Forças Aéreas Aliadas.

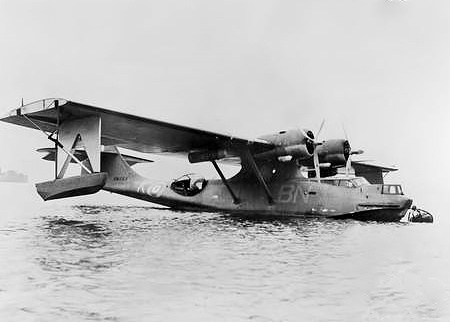
Um Catalina do Esquadrão N.º 11 em Port Moresby

O quartel-general operacional do Comando da Área Nordeste, um edifício de concreto reforçado conhecido por Edifício 81, foi concluído em Maio de 1942. Localizado em Green Street, Townsville, na base de Castle Hill, tinha o seu topo construído como se de uma casa urbana se tratasse, para que a sua identificação por aeronaves inimigas fosse mais difícil. Neste mesmo mês, o Comando da Área Oriental foi formado, tomando o controlo das unidades de Nova Gales do Sul e do sul de Queensland do Comando da Área do Sul e do Comando da Área Nordeste. Isto deixou o Comando da Área Nordeste a comandar os esquadrões 24, 33 e 76, além do Quartel-General do Sector de Caça N.º 3, em Townsville, o Esquadrão N.º 100 em Cairns, o Esquadrão N.º 32 na Ilha Horn e os esquadrões 11, 20 e 75, juntamente com o Quartel-general do Sector de Caça N.º 4, em Port Moresby. Os japoneses atacaram Townsville quatro vezes entre o dia 25 e o dia 31 de Julho; a maior parte das bombas lançadas caíram no mar ou nas encostas, tendo atingido uma criança. As fronteiras do Comando da Área Nordeste foram redefinidas no dia 19 de Agosto: uma porção de Queensland foi transferida para o Comando da Área Noroeste. Lukis entregou o comando da área ao Capitão de Grupo (mais tarde Comodoro do ar) Harry Cobby no dia 25 de Agosto. No final do mês, o quartel-general contava com um efectivo de 684 elementos. O Esquadrão N.º 75, reabastecido e reequipado depois da sua defesa de Port Moresby, e o Esquadrão N.º 76, enviado para norte desde Townsville e que também operava aviões P-40 Kittyhawk, desempenharam um papel que os comandantes do Exército Australiano descreveram como "decisivo" na Batalha da Baía Milne na Nova Guiné, durante Agosto e Setembro de 1942. Durante a batalha, Cobby exerceu o comando de todas as unidades da RAAF no Comando da Área Nordeste, enquanto os esforços eram coordenados em terra pelo Capitão de Grupo Bill Garing.

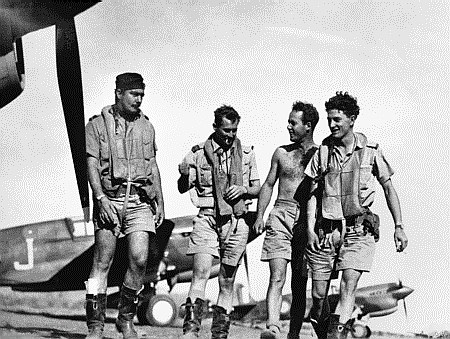
O Tenente de voo Les Jackson (segundo a contar da esquerda), irmão do Líder de esquadrão John Jackson, com companheiros pilotos do Esquadrão N.º 75 em Port Moresby, Agosto de 1942

No dia 1 de Setembro de 1942, o Grupo N.º 9 foi formado em Port Moresby como uma força de ataque móvel para que avançasse em frente juntamente com o resto das forças aliadas no Pacífico, em contraste com a natureza estática e defensiva dos comandos. Este grupo assumiu a direcção de todas as unidades na Nova Guiné que estavam sob o comando do Comando da Área Nordeste. O comando inicialmente reteve o controlo administrativo do Grupo N.º 9, contudo, no dia 1 de Janeiro de 1943, o grupo tornou-se independente do comando e a sua administração passou a ser da responsabilidade do quartel-general da RAAF, em Melbourne. Em Setembro de 1942, deu-se também a formação do Comando da RAAF, liderado pelo Vice-Marechal do ar Bill Bostock, para supervisionar a maior parte das unidades da RAAF no teatro de operações do Sudoeste do Pacífico. Bostock exercia o controlo das operações aéreas através dos comandos, embora o quartel-general da RAAF continuasse a ser a superior autoridade administrativa de todas as unidades da RAAF. Ele coordenou pessoalmente operações que envolviam mais do que um comando, como, por exemplo, quando a força de caças do Comando da Área Nordeste e do Comando da Área Noroeste eram colocadas a combater em conjunto para repelir um grande ataque. Em Fevereiro de 1943, a Asa N.º 42 foi formada em Townsville, e no mês seguinte assumiu o controlo de todas as estações de radar no Comando da Área Nordeste. Em Abril de 1943, o Comando da Área Nordeste controlava directamente quatro esquadrões de guerra antissubmarina: o Esquadrão N.º 7, que operava aviões Bristol Beaufort, o Esquadrão N.º 9 que operava aviões Supermarine Seagull, e os esquadrões números 11 e 20, que operavam aviões PBY Catalina em missões de reconhecimento aéreo e bombardeamento.

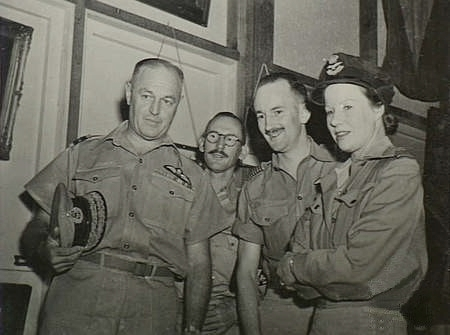
Comodoro do ar Summers (à esquerda), que sucedeu ao Comodoro do ar Cobby como AOC do Comando da Área Nordeste, com o seu pessoal em Townsville, Maio de 1944

No início de 1943, ainda se acreditava que o Japão fosse capaz de invadir, ou pelo menos bombardear, as ilhas do Estreito de Torres, e o Comando da Área Nordeste apenas tinha o Esquadrão N.º 7, então a operar a partir da Ilha Horn, para contra-atacar os japoneses. Devido a este problema, o esquadrão foi reforçado pela presença, em Abril, do Esquadrão N.º 84, que operava caças CAC Boomerang. Neste mesmo mês, a Asa N.º 72 foi formada em Townsville, antes de poder ser enviada para Merauke, na Nova Guiné. Controlando o Esquadrão N.º 84, o Esquadrão N.º 86 e o Esquadrão N.º 12, a asa ficou responsável pela defesa aérea do Estreito de Torres, assim como pelas operações ofensivas contra infraestruturas e embarcações inimigas na Nova Guiné Holandesa. Em Outubro, o Esquadrão N.º 84 passou a operar aviões Kittyhawk e foi transferido para a recém-formada Asa N.º 75, que havia assumido a responsabilidade de comandar as unidades estacionadas na Ilha Horn, na Ilha Thursday e em Higgins Field na Península do Cabo York. Em Fevereiro de 1944 o quartel-general da Asa N.º 75 foi movido da Ilha Horn para Higgins Field, local onde rapidamente também chegaram unidades que ficariam sob o seu comando, o Esquadrão N.º 7 e o Esquadrão N.º 23. Este último esquadrão operava aviões Vengeance até ser declarado como não operacional em Junho, antes de começar a fase de reequipamento com aviões B-24 Liberator para a realização de missões no Comando da Área Noroeste. Por volta de Maio, a ordem de batalha do Comando da Área Nordeste no continente australiano consistia no Esquadrão N.º 7, Esquadrão N.º 9, Esquadrão N.º 13, Esquadrão N.º 20 e Esquadrão N.º 23.
Cobby serviu como AOC do Comando da Área Nordeste até Novembro de 1943, entregando o comando ao Comodoro do ar John Summers, que desempenharia esta função até ao final da guerra. No final de Novembro, o quartel-general do Comando da Área Nordeste contabilizava 499 efectivos, incluindo 97 oficiais. Em Dezembro de 1943 e Janeiro de 1944 os aviões Catalina do Comando da Área Nordeste juntaram-se ao Grupo N.º 9 em apoio à invasão norte-americana de Nova Bretanha. Em Abril de 1944 os Catalina também realizaram missões de lançamento de minas navais no Mar de Timor, num esforço que antecedeu os desembarques em Hollandia e Aitape. Nesse mês o Grupo N.º 9, que se havia tornado numa organização estática similar a um comando no continente australiano, foi renomeado Comando do Norte e foi-lhe atribuída a responsabilidade das unidades da RAAF na Nova Guiné. Em Agosto a Asa N.º 75 foi dissolvida e as suas unidades ficaram directamente sob a responsabilidade do quartel-general do comando. No mesmo mês, o quartel-general da Asa N.º 76, formado em Townsville em Janeiro e mais tarde colocado em Cairns, foi transferido para Darwin, no Território do Norte. Lá ficou sob o controlo do Comando da Área Noroeste e supervisionou as operações dos três esquadrões que operavam aviões Catalina, incluindo o Esquadrão N.º 20. Em Outubro de 1944 a Asa N.º 42 foi também dissolvida, depois de uma decisão de atribuir o controlo das estações de radar a RAAF às unidades de combate móveis ou formações similares. No final de Fevereiro de 1945, o quartel-general do Comando da Área Nordeste possuía 743 efectivos, incluindo 127 oficiais. Em Maio o quartel-general da Asa N.º 72 foi transferido para Townsville, tendo sido dissolvido no mês seguinte.

### Pós-guerra

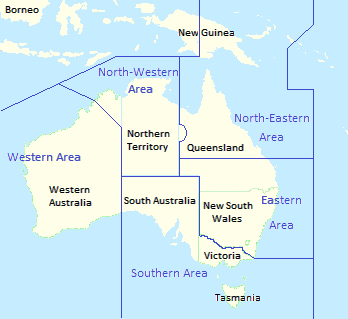
Áreas de Comando da RAFF em 1947; estas fronteiras estiveram em vigor até 1953-54

Depois do final da Guerra do Pacífico em Agosto de 1945, o Comando da Área do Sudoeste do Pacífico foi dissolvida e o quartel-general da RAAF voltou a deter o controlo absoluto de todas as suas formações operacionais, incluindo os comandos. No final do mês, o quartel-general do Comando da Área Nordeste possuía 526 efectivos, incluindo noventa e oito oficiais. A força aérea nesta altura começou a diminuir drasticamente o seu volume, à medida que o seu pessoal era desmobilizado e as suas unidades dissolvidas; a maior parte das bases e aeronaves da RAAF empregues em operações estavam, depois da guerra, situadas dentro da esfera de controlo do Comando da Área Oriental, em Nova Gales do Sul e no sul de Queensland. No final de 1945 o pessoal do comando totalizava 227 elementos, dos quais 63 eram oficiais.
Em Setembro de 1946, o Chefe do Estado-maior, o Vice-Marechal do ar George Jones, propôs reduzir os cinco comandos (noroeste, nordeste, oriental, sul e ocidental) para apenas três comandos: um Comando do Norte, cobrindo Queensland e o Território do Norte, um Comando Oriental, cobrindo Nova Gales do Sul, e um Comando do Sul, cobrindo a Austrália Ocidental, a Austrália Meridional, Vitória e Tasmânia. O governo australiano rejeitou este plano e os comandos continuaram inalterados. O Comando do Norte (redesignado Área do Norte em 1945) foi dissolvido em Fevereiro de 1947. Em 1949, o quartel-general do Comando da Área Nordeste estava localizado na Rua Sturt, em Townsville. A partir de Março de 1949, o Esquadrão N.º 10 esteve colocado em Townsville, operando aviões Avro Lincoln em missões de reconhecimento aéreo e busca-e-salvamento no Pacífico e na fronteira norte do continente australiano. Em Setembro de 1951 o Comodoro do Ar Ian McLachlan foi nomeado comandante do comando, e serviu durante dois anos até ser rendido pelo Comodoro do ar Patrick Heffernan.
A partir de Outubro de 1953 a RAAF foi reorganizada, deixando de estar organizada num sistema de comando e controlo baseado na geografia e passando a ficar organizada com base na função. Em Fevereiro de 1954, as novas organizações funcionais (Comando, Treino e Manutenção) assumiram o controlo de todas as operações, treino e manutenção do Comando da Área Nordeste. O quartel-general do comando continuou a existir mas apenas, de acordo com o jornal Argus, como um dos pontos de controlo remoto do Comando da RAAF. No dia 3 de Dezembro de 1956 o quartel-general do comando foi dissolvido, sendo sucedido pelo quartel-general da Base aérea de Townsville.
Em 2009, o antigo quartel-general no Edifício 81, Green Street, passou a albergar o grupo de Serviço de Emergência do Estado.